# Jake McDorman
Jake McDorman, född 8 juli 1986 i Dallas, är en amerikansk skådespelare.
Jake McDorman har medverkat i ett antal filmer och TV-serier. 

## Filmografi (komplett)
- 2003 – Run Of The House, avsnitt Safe (gästroll i TV-serie)
- 2004–2005 – Quintuplets (TV-serie)
- 2005 – Echoes Of Innocence
- 2006 – Aquamarine
- 2006 – House, avsnitt Safe (gästroll i TV-serie)
- 2006 – Bring It On: All or Nothing
- 2006 – CSI: Miami, avsnitt Going, Going, Gone (gästroll i TV-serie)
- 2007 – Cold Case, avsnitt Knuckle Up (gästroll i TV-serie)
- 2007 – Die Hard 4.0
- 2007 – Greek (TV-serie)
- 2011 – The Craigslist Killer
- 2014 – American Sniper
- 2015 – Limitless (TV-serie)
- 2017 – Lady Bird
- 2019–2023 – What We Do in the Shadows (TV-serie)
- 2020 – The Right Stuff (TV-serie)